# Ženska v črnem
Ženska v črnem (izviren angleški naslov: Woman in Black) je britanska nadnaravna zgodovinska grozljivka iz leta 2012, delo režiserja Jamesa Watkinsa. Scenarij je napisal Jane Goldman. Film je že druga filmska adaptacija istoimenskega romana avtorice Susan Hill iz leta 1983, po tisti iz leta 1989. V tokratnem filmu igrajo Daniel Radcliffe, Ciarán Hinds, Janet McTeer, Sophie Stuckey, in Liz White.
Film je izšel v ZDA in Kanadi 3. februarja 2012 in prejel predvsem pozitivne odzive. V Združenem kraljestvu je izšel 10. februarja 2012.
Drugi del, Ženska v črnem 2: Angel smrti, je izšel 2. januarja 2015, brez Daniela Radcliffa.

## Vsebina
V angleški vasici Crythin Gifford, leta 1889, imajo tri deklice čajanko. Nenadoma nekaj zagledajo in obsedene skočijo v smrt skozi okno spalnice.
V času kralja Edvarda, v Londonu leta 1906, žena odvetnika Arthurja Kippsa (Daniel Radcliffe) umre med porodom.
Štiri leta kasneje je Arthur poslan v Crythin Gifford, da bi našel kakšne dokumente preminule Alice Drablow in skušal prodati njeno samotno hišo Eel Marsh sredi močvirja. Ko Arthur prispe, ga domačini niso najbolj veseli, vendar se spoprijatelji z lokalnim posestnikom Samuelom (Samom) Dailyjem (Ciarán Hinds).
Naslednje jutro Arthur obišče pristojnega uradnika v vasi, g. Jeroma, ki ga preprečuje, naj odide iz vasi, vendar Arthur vseeno obišče hišo v močvirju. Tam ga motijo neznani zvoki in podoba, ki jo zagleda skozi okno. Ko zasliši zvoke kočije in jok otroka, gre pogledat, vendar ne opazi ničesar. V vasi to pove pristojnim organom, vendar ga ti odslovijo. Na postajo nato vstopita dva otroka z njuno sestro Victorio, ki je zaužila lug in umre kmalu zatem.
Tisto noč Sam razkrije, da sta z ženo Elisabeth (Janet McTeer) izgubila sina, ki je utonil. Elisabeth zaradi tega trpi za histerijo, ki zgleda kakor da fant govori skozi njo. Ko skuša Sam drugi dan odpeljati Arthurja nazaj v hišo na močvirju, ju zaustavijo domačini. Victorijin oče krivi Arthurja za smrt svoje hčerke, ker je Arthur videl »tisto žensko« v Eel Marshu.
V hiši Arthur najde povezavo z Alice in njeno sestro Jennet Humfrye (Liz White). Jennet v svojih pismih zanika Alicine obtožbe, da je »duševno nesposobna« skrbeti za svojega sina Nathaniela in zahteva, da ga vidi, saj so ga Drablowovi posvojili, z njo pa prekinili vse stike. Arthur izve iz dokumentov, da je Nathaniel po nesreči s kočijo utonil v močvirju. Iz pisem izve, da Jennet obtožuje Alice, da je rešila le sebe, Nathanielovo truplo pa je pustila v močvirju. Posmrtni dokumenti pokažejo, da se je Jennet obesila in ni nikoli odpustila Alici. Tisto noč Arthur sredi nevihte odide iz hiše in opazi duhove mrtvih otrok, med katerimi je tudi Victoria.
Arthur v hiši nato najde obešeno Žensko v črnem. V mestu zgori Jeromova hiša, v kateri je še vedno njegova hči. Arthur jo skuša rešiti, vendar mu to prepreči Ženska v črnem. Tudi za to smrt vaščani obtožijo Arthurja.
Na grobu svojega sina Elisabeth pove Arthurju, da je Ženska v črnem Jennet, ki jemlje otroke drugih vaščanov zaradi smrti svojega sina. Arthur se začne zavedati, da je njegov sin Joseph, ki tisto noč prihaja v Crythin Gifford, naslednja Jennetina žrtev. Da bi izničil prekletstvo, Arthur in Sam najdeta Nathaniovo truplo v močvirju in ga pokopljeta skupaj z Jennet, čeprav po hiši odmeva njen glas, da ne bo nikoli odpustila krivice, ki se ji je zgodila.
Misleč, da se je Jennet umirila, se Arthur sreča s svojim sinom Josephom na železniški postaji. Med poslavljanjem od Sama Arthur opazi Žensko v črnem, ki zvabi Josepha na tir, medtem ko se približuje vlak. Ko ga Arthur skuša rešiti, ju oba povozi vlak, Sam pa z grozo opazi duhove vaških otrok in Žensko v črnem.
Ko vlak odpelje, Arthur opazi žensko v belem na tirih in jo prepozna kot svojo ženo Stello. Družina je tako združena, Ženska v črnem pa nadaljuje svoje maščevanje.

## Igralci
- Daniel Radcliffe kot Arthur Kipps, mlad odvetnik
- Ciarán Hinds kot Sam Daily, lokalni posestnik
- Janet McTeer kot Elizabeth Daily, Dailyeva žena
- Liz White kot Jennet Humfrye, Ženska v črnem. Lik Liz White ni bil nikoli predstavljen kot »Ženska v črnem« v filmu ali med odjavno špico, le kot Jennet.
- Roger Allam kot g. Bentley, starejši partner v Arthurjevem podjetju
- Tim McMullan kot Jerome, lokalni uradnik
- Jessica Raine kot Josephova varuška
- Daniel Cerqueira kot Keckwick, voznik kočije
- Shaun Dooley kot Fisher
- Mary Stockley kot ga. Fisher
- David Burke as PC Collins
- Sophie Stuckey kot Stella Kipps, Arthurjeva žena
- Misha Handley kot Joseph Kipps, Arthurjev sin
- Aoife Doherty kot Lucy Jerome, Jeromeva hči
- Victor McGuire kot Gerald Hardy, vaščan
- Alexia Osborne kot Victoria Hardy, Hardyeva hči
- Alisa Khazanova kot Alice Drablow
- Ashley Foster kot Nathaniel, sin Ženske v črnem
- Sidney Johnston kot Nicholas Daily, Dailyev sin